# Julius Watkins
Pour les articles homonymes, voir Watkins.
Julius Watkins est un des premiers cornistes de jazz, né à Détroit le 10 octobre 1921 et décédé le 4 avril 1977  dans le New Jersey.

## Biographie
Julius Watkins est né à Détroit dans le Michigan, second d'une fratrie de quatre enfants. Son père Lucius était électricien et sa mère Mattie, mère au foyer. À 9 ans, après avoir entendu une présentation scolaire de Francis Hellstein, premier cor à l'orchestre symphonique de Detroit, il choisit d'apprendre le cor, instrument qu'il ne quittera plus.
En 1936 il entre à la Cass Technical High School où il suit un enseignement général de musique classique, de littérature anglaise, d'histoire et d'algèbre. À 16 ans il réalise qu'en tant que noir-américain, il ne pourra pas intégrer d'orchestre symphonique. C'est en 1937 qu'il décide, faute d'un répertoire classique suffisamment varié, d'apprendre le jazz. Passionné par le jazz qu'il écoute et qu'il pratique avec son instrument, ses résultats scolaires s'en ressentent et il rate son diplôme le jour de son premier solo. Déterminé à devenir le premier grand corniste de jazz, il arrête ses études en 1938 pour s'y consacrer entièrement.
Corniste talentueux dans une ville où la pratique du jazz est solidement ancrée, et n'ayant aucun modèle de corniste jazz auquel se référer, il commence dans un groupe de son quartier en transposant à vue des parties de trombone ou de saxophone. En 1939, il rejoint l'orchestre de Ernie Field avec lequel il part en tournée dans les bars et les clubs du Texas et d'Oklahoma. Mais il est contraint de passer à la trompette, ne pouvant pratiquer son instrument que dans les chambres d'hôtel. Après trois ans de tournée, il revient à Détroit en 1942, amer et frustré de n'avoir pu utiliser le cor. Constatant qu'il n'avait plus de connaissances dans la ville, il part pour Denver où il rejoint un nouveau groupe de jazz dans lequel il peut enfin utiliser son cor. Pendant un an, il devient petit à petit leader du groupe, puis, faute d'engagement des autres musiciens, le groupe se dissout et Julius Watkins revient à Détroit.
Les trois années qui suivent sont l'occasion pour lui de faire des rencontres amoureuses et il rencontre sa première femme Ella. Ils se marient et ont des jumeaux, Julie et Julius Junior le 6 décembre 1943. Les obligations familiales le contraignent alors à rejoindre la United States Naval Reserve en mai 1944, afin d'avoir une source de revenu régulier. Cette expérience dans la marine s'arrête sans raison connue au bout de trois mois. Il continue à pratiquer le cor dans l'espoir inextinguible d'avoir une carrière dans le jazz et de pouvoir en vivre.
En 1946, Milt Buckner, venant lui aussi de Détroit, l'appelle pour lui demander de rejoindre son groupe. Julius Watkins accepte et se retrouve très rapidement plongé dans l'univers du jazz. Il fait ses premiers enregistrements avec le big band de Buckner et le petit groupe de Milt Jackson. Son premier solo dans Yesterday's avec l'orchestre de Buckner est enregistré à New York le 3 juin 1949. Pendant les trois années suivantes il part en tournée avec Buckner et The Beale Street Gang, où il joue du cor, de la trompette et du trombone. Mais il n'est pas satisfait de la manière dont est intégré le cor dans l'orchestre, et même dégoûté par l'industrie des studios de jazz.
Il décide alors en août 1950 de s'installer à New York pour s'inscrire à la Manhattan School of Music, une des meilleures des États-Unis.

## Discographie

### Sideman
Avec Manny Albam
- Jazz Goes to the Movies (Impulse!, 1962)

Avec Art Blakey
- Golden Boy (Colpix, 1964)

Avec Donald Byrd
- Jazz Lab (Columbia, 1957) - avec Gigi Gryce
- Modern Jazz Perspective (Columbia, 1957) - avec Gigi Gryce

Avec Gil Evans
- Blues in Orbit (Enja, 1971)

Avec Art Farmer
- Brass Shout (United Artists, 1959)

Avec Curtis Fuller et Hampton Hawes
- Curtis Fuller and Hampton Hawes with French Horns (Status, 1957 [1962])

Avec Dizzy Gillespie
- Gillespiana (Verve, 1960)

Avec Benny Golson
- Benny Golson's New York Scene (Contemporary, 1957)

Avec Johnny Griffin
- Change of Pace (Riverside, 1961)

Avec Jimmy Heath
- The Quota (Riverside, 1961)
- Triple Threat (Riverside, 1962)
- Swamp Seed (Riverside, 1963)

Avec Milt Jackson
- Meet Milt Jackson (Savoy, 1949)
- Roll 'Em Bags (Savoy, 1949)
- For Someone I Love (Riverside, 1963)

Avec Stan Kenton
- Cuban Fire! (Capitol Records, 1956)

Avec Curtis Fuller, Hampton Hawes, et al.
- Baritones and French Horns, (Prestige, 1957)

Avec Charles McPherson
- Today's Man (Mainstream, 1973)

Avec Gil Mellé
- Gil's Guests (Prestige, 1963)

Avec Charles Mingus
- Music Written for Monterey 1965 (Jazz Workshop, 1965)

Avec Thelonious Monk
- Thelonious Monk and Sonny Rollins (Prestige, 1954)
- Thelonious Monk Quartet Plus Two At The Blackhawk (Riverside Records, 1960)

Avec David Newman
- The Many Facets of David Newman (Atlantic, 1969)

Avec Chico O'Farrill
- Nine Flags (Impulse!, 1966)

Avec Pharoah Sanders
- Karma (Impulse, 1969)

Avec Billy Taylor
- Kwamina (Mercury, 1961)

Avec Clark Terry
- Color Changes (Candid, 1960)

Avec Randy Weston
- Uhuru Afrika (Roulette, 1960)
- Highlife (Colpix, 1963)
- Tanjah (Polydor, 1973)